# Pagano-Nunatak
De Pagano-Nunatak is een markante, 1830 meter hoge nunatak in het Ellsworthland in West-Antarctica. Deze bevindt zich 13 kilometer ten oosten van de Hart Hills en 130 kilometer ten noordnoordoosten van het Ford-Massief.

## Geschiedenis
De berg werd voor het eerst schetsmatig in kaart gebracht door de Amerikaanse geoloog Edward C. Thiel, die de berg tijdens een verkenningsvlucht langs 88° W.L. op 13 december 1959 registreerde. Het Advisory Committee on Antarctic Names noemde de berg in 1962 ter ere van Chief Warrant Officer Gerald Pagano van de United States Army, die tussen 1960 en 1965 lid was van de staf van de steuneenheden van de United States Navy in Antarctica.